# Sarah Sokolovic
Sarah Sokolovic (* 30. November 1979 in Milwaukee, Wisconsin) ist eine US-amerikanische Schauspielerin.

## Leben und Karriere
Sokolovic ist seit 2011 als Schauspielerin aktiv, nachdem sie in diesem Jahr die Yale School of Drama erfolgreich abschloss. Sie war zunächst in zahlreichen Theateraufführungen zu sehen, wofür sie auch schon einige Auszeichnungen erhielt. So war sie u. a. in Endstation Sehnsucht zu sehen. Seit ihrem Karrierebeginn ist sie in kleineren Film- und Fernsehrollen zu sehen. 2015 war sie in der fünften Staffel der preisgekrönten US-Serie Homeland als Laura Sutton zu sehen, welche in Deutschland gedreht wurde und zu großen Teilen spielte.

## Filmografie (Auswahl)
- 2011: Unforgettable (Fernsehserie, 1 Episode)
- 2012: Good Wife (Fernsehserie, 1 Episode) (The Good Wife)
- 2013: Cold Comes the Night
- 2014: Every Secret Thing
- 2015: Homeland (Fernsehserie, 10 Episoden)
- 2017–2019: Big Little Lies (Fernsehserie, 7 Episoden)
- 2018: Dinner Party (Kurzfilm)
- 2018: 7 Splinters in Time
- 2018: Timeless (Fernsehserie, Episode 2x07)
- 2018: Code Black (Fernsehserie, Episode 3x02)
- 2018: MacGyver (Fernsehserie, Episode 3x06)